# Парник

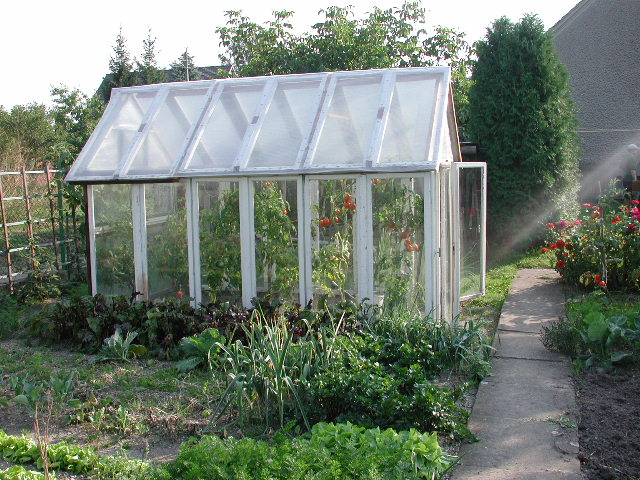

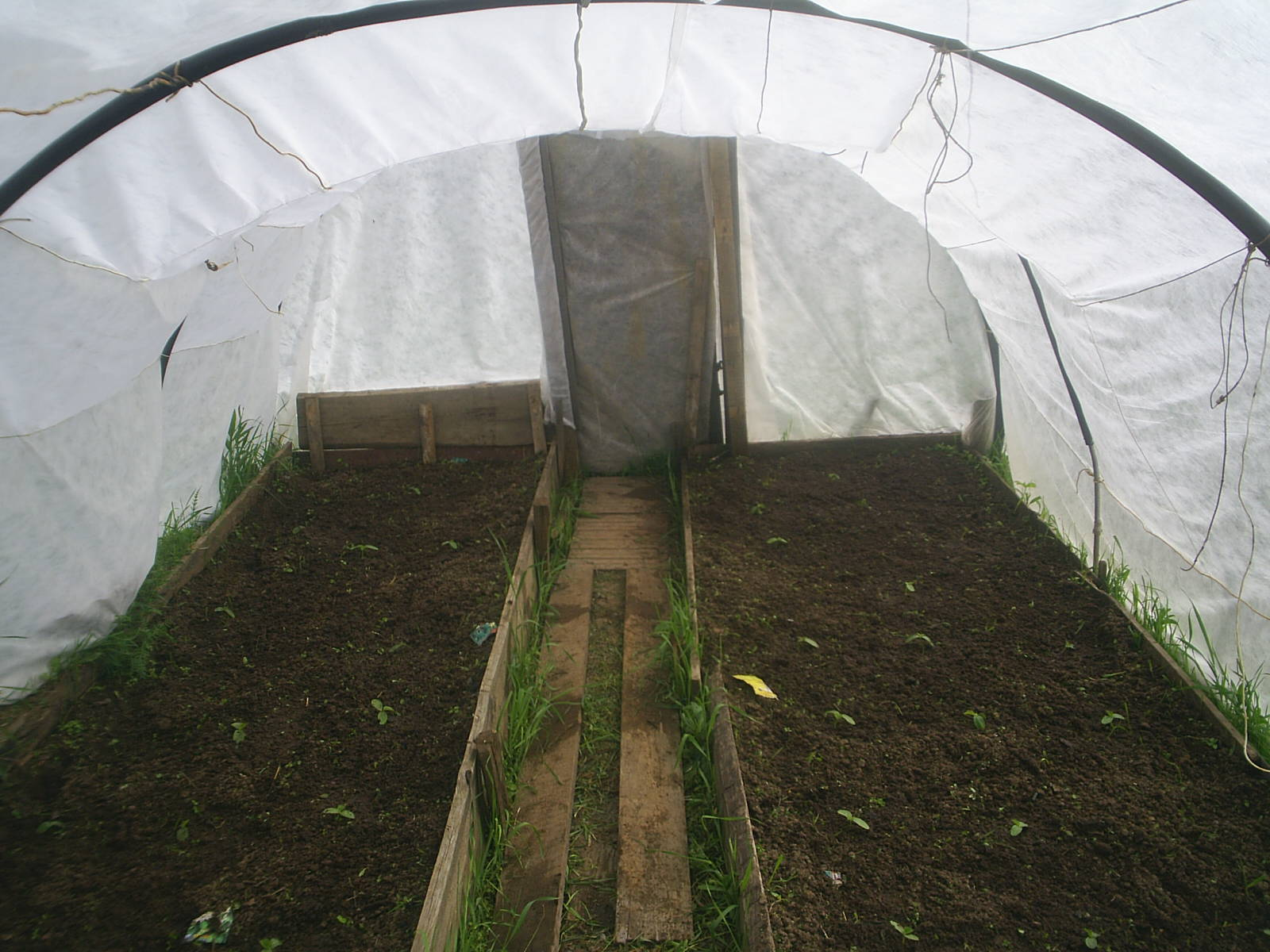

Парни́к — засклене або обтягнуте поліетиленовою плівкою приміщення для вирощування ранньої розсади, ранніх овочів і плодів.
Зрештою парник — це та сама теплиця, тільки в ньому не можна ходити у весь зріст. Проте рослинам і цієї невеликої висоти цілком достатньо, щоби давати хороший врожай.
Якщо парник зробити переносним, його можна використовувати протягом цілого року. Треба лише час від часу його переставляти.
Конструктивно парник являє собою котлован з дерев'яною чи залізобетонною обв'язкою або короб, який укривається заскленими рамами чи поліетиленовою плівкою. Обігрів може бути сонячним, за допомогою біопалива або різних опалювальних установок.